# Helleriapoderus crenulatus
Helleriapoderus crenulatus es una especie de coleóptero de la familia Attelabidae.

## Distribución geográfica
Habita en India.